# Камыш-Садак (река)
Камыш-Садак — река в России, протекает в Абдулинском и Пономарёвском районах Оренбургской области. Длина реки составляет 27 км.
Исток реки находится северо-западнее села Камыш-Садак. Является левобережным притоком реки Садак, её устье находится в 31 км от устья реки Садак, около села Ефремово-Зыково. Притоки: Елдаш, Исьелга. Населённые пункты у реки: Камыш-Садак, Авдеевка.

## Данные водного реестра
По данным государственного водного реестра России относится к Камскому бассейновому округу, водохозяйственный участок реки — Дёма от истока до водомерного поста у деревни Бочкарёва, речной подбассейн реки — Белая. Речной бассейн реки — Кама.
Код объекта в государственном водном реестре — 10010201312111100024359.